# Orectolobus halei
Orectolobus halei — вид рода ковровых акул одноимённого семейства отряда воббегонгообразных. Они встречаются в восточной части Индийского океана  у побережья Австралии на глубине до 195 м. Максимальная зарегистрированная длина 290 cм. У них приплюснутые и широкие голова и тело. Голова обрамлена характерной бахромой, образованной кожными лоскутами.  

## Таксономия
Ранее Orectolobus halei считался синонимом украшенного воббегонга и рассматривался как взрослая форма этого вида. Таксономические исследования образцов из вод Нового Южного Уэльса показали, что эти два вида отличаются окраской (у Orectolobus halei седловидные отметины окантованы чёрным цветом), кроме того, длина взрослых акул превышает 120 см, бахрома имеет больше кожаных лопастей, количество туловищным позвонков свыше 106, число витков кишечного клапана больше 25, а также имеются две надглазничные шишки. C точки зрения морфологии у Orectolobus halei меньше расстояние между брюшными и анальным плавниками, крупнее грудные  плавники и голова, а также у взрослых самцов относительно длиннее птеригоподии.
Orectolobus halei также путают с пятнистыми воббегонгами, от которых они отличаются количеством лопастей кожаной бахромы, коричневой окраской с чётко очерченными тёмно-коричневыми седловидными отметинами, а также тем, что отметины у них бледнее и лишены беловатых колец и пятен.  
Вид назван в честь Герберта М. Хейла (1895—1963), директора Южноавстралийского музея.

## Ареал
Orectolobus halei  являются эндемиками тёплых умеренных вод Австралии, они обитают от 
Мортон-Бэй, Квинсленд, и, вероятно, Харви-Бей, к югу до залива Порт-Филлип (38°14′ ю. ш. 144°39′ в. д.), Виктория, и к северо-западу до Норвежской бухты, Западная Австралия. Однако данные о присутствии этих акул на юге и у северо-западного побережья нуждаются в подтверждении.
Эти акулы встречаются в бухтах на покрытых водорослями скалистых рифах. Исследования, проведённые в Новом Южной Уэльсе, показали, что симпатрические виды воббегонгов, в частности, украшенный воббегонг, предпочитают заросли губок и пустоши, покрытые валунами, с большим количеством расщелин, где они сливаются с общим фоном. При этом они выбирают локацию исходя не из обилия пищи, а, скорее, стараются избежать встречи с хищниками. Orectolobus haleiраспространены на континентальном шельфе и предпочитают рифы с прозрачной водой на глубине до 195 м. 

## Описание
У Orectolobus halei приплюснутые и широкие голова и тело. Окраска очень пёстрая, на коричневом фоне расположены чётко очерченные тёмно-коричневые седловидные отметины. Ноздри обрамлены усиками. Голова обрамлена характерной для ковровых акул бахромой из кожаных лопастей. Над глазами имеются 2 шишки. Шипы у основания спинных плавников отсутствуют. 

## Биология
Orectolobus halei подобно прочим воббегонгам имеют ограниченный  индивидуальный участок обитания. Одну особь наблюдали в одной и той же локации в течение 2,5 лет. Эти акулы ведут ночной образ жизни. Их рацион составляют донные рыбы и беспозвоночные. В желудках Orectolobus halei, исследованных в Новом Южном Уэльсе, не было обнаружено ракообразных. Выбранные для исследования акулы были взрослыми или подросшими и имели в длину более 140 см. Вероятно, ракообразные входят в рацион мелких Orectolobus halei.
Ранее считалось, что Orectolobus halei достигают половой зрелости при длине 175 см. Более поздние исследования показали, что в водах Нового Южного Уэльса эти акулы становятся половозрелыми при длине 175 см, а у побережья Западной Австралии — 182 см. Эти акулы размножаются яйцеживорождением. Подобно украшенным и пятнистым воббегонгам у Orectolobus halei трехгодичный репродуктивный цикл: перед овуляцией фолликулы развиваются в течение 2-х лет. На первом году развития они остаются маленькими, а на второй год быстро растут, овуляция происходит в ноябре. Беременность длится 10—11 месяцев. В помёте 30—45 новорожденных длиной около 35 см. Максимальная зарегистрированная длина 290 см. В неволе молодые Orectolobus halei длиной 120 см прибавляют по 12 см в год. 

## Взаимодействие с человеком
Вид не представляет интереса для коммерческого рыбного промысла. В качестве прилова эти акулы попадаются в донные жаберные сети. В водах Западной Австралии все акулы и скаты находятся под защитой закона. Международный союз охраны природы присвоил этому виду статус сохранности «Близкий к уязвимому положению». 